# Касс-Сіті (Мічиган)
Касс-Сіті (англ. Cass City) — селище (англ. village) в США, в окрузі Тускола штату Мічиган. Населення — 2494 особи (2020).

## Географія
Касс-Сіті розташований за координатами 43°36′1″ пн. ш. 83°10′35″ зх. д. / 43.60028° пн. ш. 83.17639° зх. д. (43.600321, -83.176455).  За даними Бюро перепису населення США в 2010 році селище мало площу 4,62 км², з яких 4,60 км² — суходіл та 0,01 км² — водойми.

### Клімат
| Клімат : Касс-Сіті    | Клімат : Касс-Сіті | Клімат : Касс-Сіті | Клімат : Касс-Сіті | Клімат : Касс-Сіті | Клімат : Касс-Сіті | Клімат : Касс-Сіті | Клімат : Касс-Сіті | Клімат : Касс-Сіті | Клімат : Касс-Сіті | Клімат : Касс-Сіті | Клімат : Касс-Сіті | Клімат : Касс-Сіті | Клімат : Касс-Сіті |
| Показник              | Січ.               | Лют.               | Бер.               | Квіт.              | Трав.              | Черв.              | Лип.               | Серп.              | Вер.               | Жовт.              | Лист.              | Груд.              | Рік                |
| Середній максимум, °C | −1,1               | 0,6                | 6,1                | 13,9               | 20,0               | 25,6               | 27,2               | 26,7               | 23,3               | 15,6               | 8,3                | 1,1                | 13,9               |
| Середній мінімум, °C  | −10                | −8,9               | −5                 | 1,1                | 6,7                | 13,3               | 15,0               | 13,9               | 10,0               | 4,4                | −0,6               | −6,7               | 2,8                |
| Норма опадів, мм      | 46                 | 43                 | 51                 | 79                 | 81                 | 84                 | 74                 | 84                 | 107                | 69                 | 71                 | 53                 | 838                |
| --------------------- | ------------------ | ------------------ | ------------------ | ------------------ | ------------------ | ------------------ | ------------------ | ------------------ | ------------------ | ------------------ | ------------------ | ------------------ | ------------------ |
| Джерело: Weatherbase  |                    |                    |                    |                    |                    |                    |                    |                    |                    |                    |                    |                    |                    |

## Демографія
Згідно з переписом 2010 року, у селищі мешкало 2428 осіб у 1024 домогосподарствах у складі 627 родин. Густота населення становила 526 осіб/км².  Було 1177 помешкань (255/км²).
Расовий склад населення:
| - 96,9 % — білих - 0,5 % — корінних американців - 0,5 % — азіатів - 0,2 % — чорних або афроамериканців |

До двох чи більше рас належало 1,7 %. Частка іспаномовних становила 2,5 % від усіх жителів.
За віковим діапазоном населення розподілялося таким чином: 21,9 % — особи молодші 18 років, 55,2 % — особи у віці 18—64 років, 22,9 % — особи у віці 65 років та старші. Медіана віку мешканця становила 43,7 року. На 100 осіб жіночої статі у селищі припадало 88,7 чоловіків;  на 100 жінок у віці від 18 років та старших — 81,9 чоловіків також старших 18 років.
Середній дохід на одне домашнє господарство  становив 52 552 долари США (медіана — 43 464), а середній дохід на одну сім'ю — 60 415 доларів (медіана — 52 577). Медіана доходів становила 44 457 доларів для чоловіків та 35 500 доларів для жінок. За межею бідності перебувало 15,4 % осіб, у тому числі 13,6 % дітей у віці до 18 років та 16,7 % осіб у віці 65 років та старших.
Цивільне працевлаштоване населення становило 985 осіб. Основні галузі зайнятості: освіта, охорона здоров'я та соціальна допомога — 33,3 %, виробництво — 21,6 %, роздрібна торгівля — 11,0 %, мистецтво, розваги та відпочинок — 8,7 %.